# テグザー
『テグザー』（THEXDER）は、1985年4月に日本のゲームアーツから発売されたPC-8801mkIISR用アクションシューティングゲーム。
飛行機形態に変形可能なロボット「テグザー」を操作し、小惑星ネディアムの磁力線発生装置を破壊するという内容で、全16面＋裏16面、それ以降は裏16面のループ。裏面は画面の色合いが暗めになり、敵の耐久力が高くなる。
開発はゲームア－ツが行い、ゲーム制作はMSX用ソフト『ペアーズ』（1983年）を手掛けた五代響およびMSX用ソフト『MOLE』（1983年）を手掛けた上坂哲が担当、音楽は五代響が担当している。
同年に日本国内では同社よりX1やFM-7/77/77AVなどのパソコンに移植された他、スクウェアよりファミリーコンピュータ版が発売された。1986年にはアスキーよりMZ-2500版が発売された他、ゲームアーツよりPC-9801版、MSX版が発売された。欧米ではシエラよりApple IIGS、PC/AT互換機、Amigaなどのパソコン版が発売された。2002年にはWindows用ソフトとしてPC-8801版がプロジェクトEGGにて配信され、2006年にはFM-7版が同じくプロジェクトEGGより配信、2019年には再びPC-8801版がプロジェクトEGGより配信、2020年にはMSX版がプロジェクトEGGより配信された。
2023年10月26日、『EGGコンソール テグザー PC-8801mkIISR』としてNintendo Switch対応ダウンロード版がリリースされた。

## 概要
1985年の8ビットパソコン全盛期に発売されたゲームアーツによる初作品。発売開始以降、様々な機種に移植され絶大な人気を有した。
滑らかなアニメーションと高速な8方向スクロール、戦略性の高さ、広大なマップ、FM音源（PC-8801版）によるBGMが人気を呼んだ。最初に発売されたPC-8801mkIISR版ではSR固有の機能はさほど使われておらず、高速な8方向スクロールは背景をスクロール単位のマップパーツで構成し、キャラクターとスクロールによって変化する部分のみ描画処理を行うという設計により実現している。また、MSXなど日本の主要な8ビットパソコンに移植され、それらの機種でも人気を獲得した。
日本国外ではゲームアーツからライセンスを受けたアメリカのシエラ社がApple IIGSに移植し、ヒットさせた。他にもIBM PCやTRS CoCoなどかなりの機種に移植され、当時の日本製PCゲームとしては珍しく海外でも知名度が高い。北米で発売されたApple IIGS版のパッケージには「50万本を超える売り上げ」の宣伝文句が載っている。その後北米で発売された『Fire Hawk』（1990年）のパッケージの宣伝文句によると「テグザー」の売り上げは100万本を超え、当時のパソコン用ゲームとしては世界で最も売れた作品の一つだったという。
ちなみに、ゲームタイトルでありプレイヤー機の名でもある「テグザー」とは、開発にあたって影響を受けた3作品『テセウス』（1983年）、『エグゾアIIウォーロイド』（1984年）、『グロブダー』（1984年）を合成したものである。綴りはTHEXDERで、未来は発音が違うという設定である。

## ゲーム内容

### システム
サイドビュー8方向任意スクロールで、敵を自動照準レーザーまたはバリアで接触破壊しながら前進し先に進むゲームである。
操作は8方向キー（テンキーまたはカーソルキー）と2つのボタンを用いる。8方向キーは自機の移動と変形、ボタンはそれぞれとレーザーとバリアの使用を行う。
自機はロボット形態と飛行形態に変形できる。ロボット形態の時は身長の約3倍程度のジャンプが可能で、下ボタンを押すと飛行形態に変形。進行方向と逆方向に方向操作をするか、壁に直角に当たるとロボット形態に変形する。ただし充分な高さが無い場所では飛行形態のまま180度転進しようとする。
ロボット形態では、レーザーは前方約180度の角度で敵を自動的にロックして発射され、壁で遮られていてもロックされる。飛行形態では自動照準機能は切れレーザーは進行方向にのみ照射される。
基本的にエネルギーによるライフ制で、これは下記の様な攻撃やバリアでも使用する。ゲージは敵やダメージ床などに接触すると消耗し、特定条件で回復する(下記)。自機は一機のみ。セーブ機能は無い。
武器は自動照準で自機正面180度の範囲で発射されるレーザーで、16発でエネルギーを1％消費する。バリアボタンを押すと10％のエネルギーを消耗して、バリアを張ることができる（展開中はエネルギーゲージの下にSHIELD ONの表記と共にバリアゲージが表示される）。バリアゲージは時間毎に徐々に消耗するが、敵に接触したり、溶岩などに乗ったりした場合に受けるダメージを防ぐことができ、代わりにバリアゲージを損耗する。同時に横方向に接触した敵にのみ、敵にダメージを与えて破壊することもできる。バリアが一定残量以下になったら、再度バリアを張ることができる。
複雑なマップや並み居る敵キャラが行く手を阻み、個性的な敵の行動を見極めて対処しなければ先には進めない。破壊するとエネルギーが得られる敵や、エネルギー上限が増える敵がいる。エネルギー上限は最大500％まで増える。また、所々に大量のエネルギーを与えるUFOやチューリップ・ヤマト・ミンメイ人形などの隠しキャラがあり、これらを破壊しながら先に進む。各レベルをクリアする毎に最大エネルギー容量が10％ずつ増える。また、レベル毎にバリアを使用せずにクリアした場合は増加容量が30%に増す。

### エンディングと続編
エンディングは自機が破壊されたときのみ流れるソナタ「月光」で、逆に破壊されないで先に進んでいくと、際限なく裏エリアを彷徨う事になる。レベル表示は最大99までとなっているが、それ以上は表示が崩れる（レベル114まで進んでも繰り返し）。
この当時のゲームではゲーム記憶媒体の容量的限界もあって、ユーザーを長く遊ばせるために途中から無限ループとすることは良くあることだった。本作も無限ループ制だが、ゲームを終了するにはわざとゲームオーバーになるしかないことを逆手にとり、続編の『ファイアーホーク』では、試作機テグザーは磁力線発生装置破壊後にネディアム内で破壊されパイロットは行方不明となり未帰還、レイピナはパイロットもろともテグザーを見捨てて脱出したというストーリーが形作られた。なおこのストーリーのため、続編では本作との関係性を示すオープニングデモや一部共通するマップ、最終ステージの演出やエンディングが描かれている。

### 隠し要素・その他
この時代、テレビゲームにプログラマが若干の隠し要素（裏技）を組み込むことが流行していた。このゲームにも少なからずその要素が含まれる。
- レベルによっては、破壊すると大量のエネルギーが手に入る隠しキャラクターがマップ上に隠されている。大抵はレーザーで破壊できる壁の中に埋まっており、自動照準レーザーでのみ発見できる。
- 各レベル中で、一度もバリアを使わずにクリアすると、ボーナスでエネルギーが100％分追加される他、エネルギー最大値が50％増加する。
- 各レベルで、何もしないで放って置くと誘導ミサイルが大量発生する。しかしレベル2だけは、エネルギー最大値が2％増える赤い球形の敵ゴランが大量発生し、エネルギー最大値を稼ぐことができる。
- 暗赤色の敵はレーザーが素通りしてしまうため破壊不可能である。ただし、上から落ちてくる種類の敵だけは、シールドを張ったまま、上から押し潰される格好でキャラクターを重ねる事で破壊できる。なお、自機が上に載っても破壊は出来ないでダメージを食らうだけである。

日本国外で米Sierra社によって発売されたPC/AT版は若干ルールが異なり、一部の敵（パフィン）が8％のエネルギーではなく、2％のエネルギーしか手に入らない。また、シールド未発生時の敵接触時のエネルギー損耗が異様に早く、ゲームアーツ版には無かった位置に隠しキャラクターがあるなどの差異が見られる。
ちなみに、このゲームの作成に関し、ゲームアーツでは、電話帳1冊分の機械語を入力したという逸話がある。

## ストーリー
兵器開発船「レイピナ」が謎の小惑星「ネディアム」より発せられる磁力線に捕まり、離脱できなくなってしまった。外部からのレーザーやミサイルによる攻撃に対して絶大な防御力を示したネディアムは、調査により内部にある装置から磁力線を発していることが判明した。この磁力線は、レイピナのような大型の物体に対してのみ作用していた。
このためレイピナは、磁力線の影響を受けない小型機による攻撃を行う必要があった。そしてこの計画に開発中の最新試作兵器ハイパーデュアルアーマー「THEXDER（テクザー）」が選ばれ、ネディアムに向け発進した。

## 移植版
| No. | タイトル                             | 発売日            | 対応機種               | 開発元               | 発売元                 | メディア                               | 型式   | 備考                                                                                           | 出典                 |
| --- | ------------------------------------ | ----------------- | ---------------------- | -------------------- | ---------------------- | -------------------------------------- | ------ | ---------------------------------------------------------------------------------------------- | -------------------- |
| 1   | テグザー                             | 1985年6月         | PC-8001mkIISR          | ゲームアーツ         | ゲームアーツ           | フロッピーディスク                     | -      |                                                                                                |                      |
| 2   | テグザー88                           | 1985年7月         | PC-8801/MkII           | ゲームアーツ         | ゲームアーツ           | フロッピーディスク                     | -      | FM音源ボード(PC-8801-11)に対応。                                                               |                      |
| 3   | テグザー                             | 1985年7月20日     | X1                     | ゲームアーツ         | スクウェア             | カセットテープ                         | -      | 唯一発売されたカセットテープ版。メインBGMがない。                                              |                      |
| 4   | テグザー                             | 1985年8月         | X1                     | ゲームアーツ         | スクウェア             | フロッピーディスク                     | -      |                                                                                                |                      |
| 5   | テグザー                             | 1985年10月        | FM-7/77/77AV           | ゲームアーツ         | ゲームアーツ           | フロッピーディスク                     | -      |                                                                                                |                      |
| 6   | テグザー                             | 1985年12月19日    | ファミリーコンピュータ | ビッツラボラトリー   | スクウェア             | 512キロビットロムカセット              | SQF-TX | レーザーが弾に変更されている。                                                                 |                      |
| 7   | テグザー                             | 1986年3月         | MZ-2500                | ゲームアーツ         | アスキー               | フロッピーディスク                     | -      | オリジナルからそのままの移植。 本体固有の機能は使われていない。                                |                      |
| 8   | テグザー                             | 1986年4月         | PC-9801                | ゲームアーツ         | ゲームアーツ           | フロッピーディスク                     | -      | PC-8801版では入りきらなかったマップも入れられている。                                          |                      |
| 9   | テグザー                             | 1986年7月 1986年  | MSX                    | コンパイル           | ゲームアーツ Eaglesoft | ロムカセット カセットテープ            | -      | 全10面の無限ループ構成に短縮されているが PC-8801版に忠実な完成度でゲームパッドに対応している。 |                      |
| 10  | Thexder                              | 1987年9月         | Apple IIGS             | Synergistic Software | シエラ                 | フロッピーディスク                     | -      |                                                                                                |                      |
| 11  | Thexder                              | 1987年10月        | PC/AT互換機            | シエラ               | シエラ                 | フロッピーディスク                     | -      |                                                                                                |                      |
| 12  | Thexder                              | 1987年12月 1988年 | Amiga                  | Synergistic Software | シエラ                 | フロッピーディスク                     | -      |                                                                                                |                      |
| 13  | Thexder                              | 1988年            | TRS-80                 | Synergistic Software | シエラ                 | フロッピーディスク                     | -      |                                                                                                |                      |
| 14  | Thexder                              | 1990年            | Classic Mac OS         | Synergistic Software | シエラ                 | フロッピーディスク                     | -      |                                                                                                |                      |
| 15  | Thexder                              | 1995年            | Windows 95             | Synergistic Software | シエラ                 | フロッピーディスク                     | -      | リメイク版                                                                                     |                      |
| 16  | テグザー                             | 2002年11月1日     | Windows                | ゲームアーツ         | ボーステック           | ダウンロード （プロジェクトEGG）       | -      | PC-8801mkIISR版の移植                                                                          | [ 3 ] [ 4 ]          |
| 17  | テグザー                             | 2006年7月4日      | Windows                | ゲームアーツ         | D4エンタープライズ     | ダウンロード （プロジェクトEGG）       | -      | FM-7版の移植                                                                                   | [ 5 ]                |
| 18  | テグザー                             | 2019年11月21日    | Windows                | ゲームアーツ         | D4エンタープライズ     | ダウンロード （プロジェクトEGG）       | -      | PC-8801mkIISR版の移植、再販売                                                                  | [ 6 ] [ 7 ] [ 8 ]    |
| 19  | テグザー                             | 2020年2月25日     | Windows                | コンパイル           | D4エンタープライズ     | ダウンロード （プロジェクトEGG）       | -      | MSX版の移植                                                                                    | [ 9 ] [ 10 ]         |
| 20  | テグザー                             | 2021年6月29日     | Windows                | ゲームアーツ         | D4エンタープライズ     | ダウンロード （プロジェクトEGG）       | -      | FM-7版の移植、再販売                                                                           | [ 11 ] [ 12 ] [ 13 ] |
| 21  | EGGコンソール テグザー PC-8801mkIISR | 2023年10月26日    | Nintendo Switch        | ゲームアーツ         | D4エンタープライズ     | ダウンロード （ニンテンドーeショップ） | -      | PC-8801mkIISR版の移植                                                                          | [ 1 ] [ 14 ] [ 15 ]  |

### FC版
発売はスクウェア。一周5面、全99面。LEVEL 6以降はLEVEL1～5と同じ面構成の色違いで周回する。LEVEL 99をクリアすると画面一杯にズラリと並んだミンメイ人形達が上にスクロールしていくものが延々と表示されゲーム進行がストップする。テグザーの操作方法はPC版を踏襲しているが、武装がレーザーではなく3連発の断続的に飛んでいく丸い弾に変更され、自動照準機能は搭載されているがレーザーと異なり瞬間的に着弾しない為PC版と比較して敵への対処が難しくなっている。その代わり弾を撃ってもエネルギーが減少しなくなった。またエネルギー最大値を増やす要素は削除された（表示上の最大値は999）。

## スタッフ
ファミリーコンピュータ版
- プログラマー：かなやまもとゆき、さとうしょうじ
- クリエイト：五代響、上坂哲

## 評価
| 項目 | キャラクタ | 音楽 | 操作性 | 熱中度 | お買得度 | オリジナリティ | 総合  |
| 得点 | 3.07       | 3.00 | 2.50   | 2.85   | 2.53     | 3.03           | 16.98 |

ゲーム誌『ファミリーコンピュータMagazine』の読者投票による「ゲーム通信簿」での評価は別記の通り16.98点（満30点）となっている。

## 関連作品
テグザー ネオ
2009年にスクウェア・エニックスが発売したリメイク版。PlayStation Portable版が2009年10月1日、PlayStation 3版が2010年1月28日に、いずれもダウンロードゲームとしてPlayStation Storeで配信開始。グラフィックの強化やイージーモード・オンライン対戦などの新モードを追加し、PS3版には1985年版のオリジナルのテグザーも収録している。